# Propaganda (canção)
"Propaganda" é uma canção da dupla sertaneja brasileira Jorge & Mateus, lançada em 23 de março de 2018 em todas as plataformas digitais de áudio e vídeo. Composta por Henrique Casttro, Os Parazim, Márcia Araújo e Diego Silveira, e produzida por Neto Schaefer, é a primeira canção divulgada do álbum Terra Sem CEP, gravado em 22 de dezembro de 2017 na boate Villa Mix, em Goiânia, que foi lançado um mês antes, em 23 de fevereiro de 2018.
"Propaganda" obteve considerável sucesso comercial, se mantendo ao longo de 2018 entre as músicas mais executadas nas rádios brasileiras, além de liderar as plataformas de streaming, o que rendeu uma certificação dupla de diamante pela Pro-Música Brasil.

## Conteúdo e produção
"Propaganda" foi a primeira canção lançada do álbum Terra Sem CEP. Composta pelo quarteto Henrique Casttro, Os Parazim, Márcia Araújo e Diego Silveira, tem produção de Neto Schaefer e arranjos de Mateus Liduário, mesclando o romantismo com batidas mais agitadas, mantendo a tradição da dupla. A letra retrata a história de um rapaz apaixonado que prefere não falar muito bem da amada, para não fazer propaganda pra "concorrência". "Tá doido que eu vou fazer propaganda de você / Isso não é medo de te perder, amor / É pavor, é pavor", diz a letra.

## Faixas e formatos
“Propaganda” foi lançada em streaming nos serviços Spotify, Deezer e YouTube e para download digital no iTunes e Google Play Música, com duração total de dois minutos e vinte e um segundos.
| Streaming e download digital |                        |         |  |
| N.º                          | Título                 | Duração |  |
| 1.                           | "Propaganda - Ao Vivo" | 2:21    |  |

## Recepção

### Desempenho comercial
O álbum Terra Sem CEP, como um todo, teve um expressivo lançamento nas plataformas digitais, com todas as 14 faixas figurando no Top 100. "Propaganda" foi a faixa que mais se destacou, alcançando rapidamente a quinta posição no Spotify, a sexta posição no Deezer e a primeira posição na Apple Music em seu primeiro final de semana. Em um mês após seu lançamento, o vídeo oficial no YouTube já ultrapassava 40 milhões de visualizações, enquanto a canção já figurava entre as dez mais executadas nas rádios brasileiras.
Ao final de 2018, os números de "Propaganda" foram expressivos. De acordo com a empresa de monitoramento ConnectMix, a canção foi a sexta mais executada nas rádios brasileiras, somando um total de 729 403 execuções. No ranking da Crowley, outra empresa de monitoramento, a canção figurou na oitava posição, se estabelecendo entre as dez mais executadas do ano em ambas as listas.
Nas plataformas digitais, a canção obteve grande destaque, sendo a mais executada do Brasil nas plataformas de streaming Spotify e Deezer, além de ser o quarto vídeo musical mais visualizado do YouTube no Brasil. De acordo com o relatório anual da Pro-Música Brasil, a canção foi a mais executada nas plataformas de streaming em 2018.
Levando em consideração o desempenho nas rádios e plataformas digitais, "Propaganda" foi a música mais executada de 2018.

#### Desempenho nas tabelas musicais
| Tabela musical (2018)             | Posição |
| --------------------------------- | ------- |
| Crowley (Top 100 Brasil)          | 8       |
| ConnectMix (Ranking 2018 Musical) | 6       |

| Tabela musical (2018) | Posição |
| --------------------- | ------- |
| Spotify (Top Brazil)  | 1       |
| Deezer (Top Brasil)   | 1       |
| Youtube Brasil        | 4       |

### Certificações
| País (Provedor)                                              | Certificação | Unidades/vendas certificadas |
| ------------------------------------------------------------ | ------------ | ---------------------------- |
| Brasil (Pro-Música Brasil)                                   | 2× Diamante  | ±600 000                     |
| Dados de vendas + streaming baseados apenas na certificação. |              |                              |

### Crítica
No geral, a recepção a "Propaganda" foi mista. O portal de notícias G1 criou o subgênero "sertanejo insano" para classificar canções que, no ponto de vista pessoal, trazem letras sobre ciúme e possessividade. "Propaganda" foi classificada como uma canção do "sertanejo insano", seguindo a mesma definição dada para outro single da dupla: "Contrato". Na avaliação do portal, a música apresenta um eu lírico que fica difamando a mulher para assim não "fazer propaganda" que ela é uma namorada excelente. Após falar mal da pessoa amada, ele explica: "É isso que eu falo pros outros... Só faço isso pra malandro não querer crescer o olho", citando a expressão "ideias doentias" para resumir a letra. Fabrício Noleto, do website Medium, analisou a canção como "uma melodia gostosa e dançante, que as pessoas gostam mesmo", porém que contém um "machismo romantizado".
O Blognejo utilizou a canção como um exemplo do processo de "dessofisticação" de Jorge & Mateus, dizendo que os últimos lançamentos da dupla "trazem mensagens simples, de fácil aceitação e compreensíveis", elementos necessários devido à "queda de popularidade da música sertaneja perante outros gêneros".